# François Otenin
François Otenin (parfois écrit Ostenin, Othenin ou Ottenin) (17 février 1770 à Beauzée-sur-Aire – 1er avril 1814 à Compiègne) est un militaire s'étant illustré pour avoir tenu tête, ne disposant que de faibles moyens, à l'armée prussienne lors de la défense de Compiègne en 1814. Il est aussi connu sous le nom de Major Otenin.

## Biographie

### Jeunesse
Fils de Christophe Otenin, maître menuisier, et de Barbe Nicolas, François Otenin est né le 14 février 1770 à Beauzée-sur-Aire. Il est le cadet d'une fratrie de trois.

### Carrière militaire
Lors de la Levée en masse du 23 février 1793, il s'enrôle dans l'armée et est incorporé avec son frère Jean-Baptiste dans le 5e bataillon de la Meuse et plus tard dans la 132e demi-brigade.
L'armée de la Moselle, dont les frères Otenin faisaient partie, se rassembla entre la Sambre et la Meuse sous le commandement de Jourdan. Ce dernier ne tarda pas à franchir la Sambre et à investir Charleroy dans le courant de prairial an II. Mais avant que ce général eût réussi à mettre ses forces en ligne, il fut assailli par des troupes supérieures en nombre et contraint de se replier de nouveau de l'autre côté de la rivière.
C'est ce même jour que Jean-Baptiste Otenin, son frère benjamin et alors sergent au 1er bataillon de la 132e demi-brigade d'infanterie, sera tué.
Caporal le 9 brumaire an II, sergent le 20 ventôse suivant, adjudant le 19 frimaire an IV, lieutenant le 13 prairial an VIII, capitaine le 16 nivôse an XIII, il fit partie des armées de Belgique, du Nord, de Sambre-et-Meuse, de Mayenne, du Danube, d'Helvétie, et du Rhin. Au cours de ses glorieuses campagnes, il fut blessé à Muttenthal en 1799, et fait prisonnier en 1800. Le 1er octobre 1811, il fut nommé chef de bataillon au 33e de ligne. Ayant pris part à la campagne de Russie avec le 2e Corps, Otenin fut à nouveau grièvement blessé à la Moskowa.
Le 18 juin 1812, Napoléon étant à Gumbinnen (Prusse), passa en revue le 2e corps du duc de Reggio, dont faisait partie le 33e de ligne ; le chef de bataillon, Otenin, reçut des mains de l'Empereur la croix de Chevalier de la Légion d'honneur. Il sera fait Officier de la Légion d'honneur l'année suivante, le 21 avril 1813.

### Siège de Compiègne

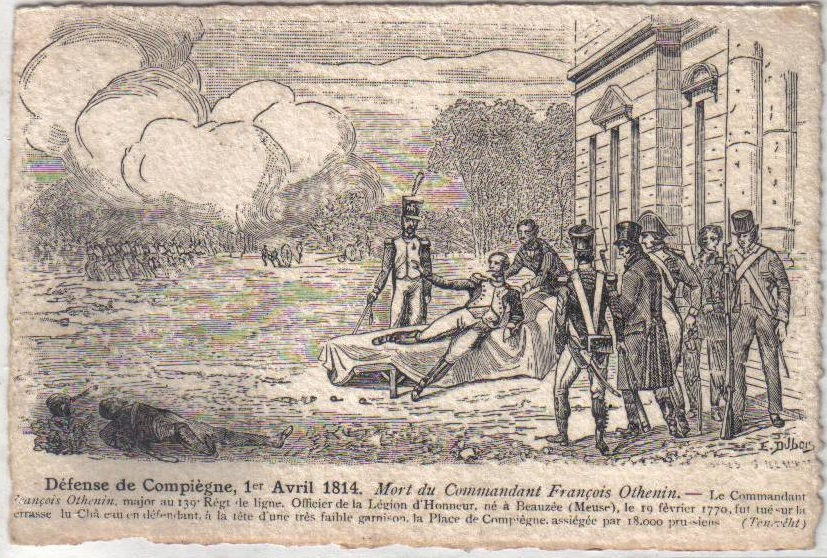
Mort du Commandant François Othenin

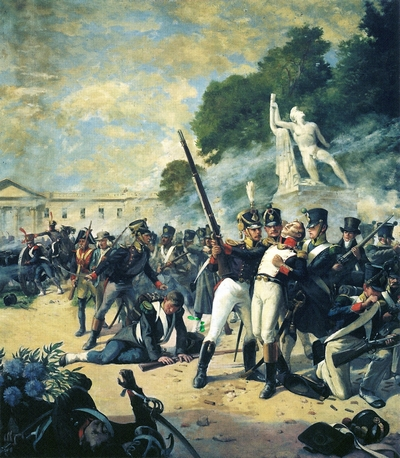
La mort du major Otenin (Tableau de Fournier Sarlovèze)

### Hommages
La mort héroïque du Major Otenin a fait l'objet de plusieurs commémorations :
- Une pierre tumulaire à la mémoire du Major a été placée par le conseil Municipal de Compiègne au cimetière du Clamart le 21 mars 1865[1]. Elle porte les inscriptions suivantes :  "A la mémoire de François Ostenin, Major au 136e Régiment de Ligne, Officier de la Légion d'Honneur, Né à Beauzée (Meuse) le 19 février 1770, mort le 1er avril 1814 en défendant à la tête d'une très faible garnison la place de Compiègne assiégée par un corps d'armée de dix-huit mille prussiens. La ville de Compiègne reconnaissante.". Elle a par la suite été déplacée vers le parc de Songeons.
- Une rue de Compiègne, proche du Château qu'il a si bien défendu, porte son nom[2] (épelé Othenin, anciennement rue de Chartres).
- Une rue de son village natal de Beauzée-sur-Aire porte son nom (rue Otenin[3]).
- Une statue à son effigie était érigée le 15 juillet 1914, Boulevard des Cours (actuel cours Guynemer) à Compiègne[1]. Cette statue a été refondue le 22 décembre 1941 en application de la Loi de mobilisation des métaux non ferreux du 11 octobre 1941 du régime de Vichy sur l'enlèvement des statues de bronze en vue de leur fonte. Cette loi intervient en période d'Occupation allemande durant laquelle les statues ont été fondues pour récupérer le métal, mais aussi plus rarement dans un but idéologique[4].
- Une caserne porte son nom à Compiègne [5]